# ラッコルド・アウトストラダーレ
ラッコルド・アウトストラダーレ(高速接続路)はイタリアにおけるアウトストラーダと近くの町の接続路を意味する。

## 経緯
イタリアのラッコルド・アウトストラダーレの開発は、1961年7月21日の法令729(1965年10月19日の法令1197により修正)により可能になった。
主要居住地の高速道路網への接続については、その網自体が提供する経路から距離があり、直接影響がある時には、ANASは既存の道路も利用し州道の属性を持つ新たな接続路の建設を提供する。
—公共事業大臣、1961年7月21日の法令729 (1965年10月19日の法令1197により修正)

## 法的分類と命名
前述の法律で想定されているラッコルド・アウトストラダーレ(2017年時点に16路線あり)は、構造的にはアウトストラーダまたは一般道路 (1級郊外道路または2級郊外道路-どちらの場合も、上下線分離かつ2車線) に分類される。それらの多くは開通時には公式にアウトストラーダとして分類され、官報に省令が発表された。これらは、行政略語 (例:国道のSS) でも技術略語 (アウトストラーダのA) でもなく、略語RA (Raccordo Autostradale) で識別される唯一のイタリアの道路群である 。それゆえ、使われる場合であっても、道路規則によって予測されないファンクショナルクラスを形成するという特性がある。

## ラッコルド・アウトストラダーレ一覧
1983年7月20日の省令により1984年に一部の既に開通していたアウトストラーダの接続路が、ラッコルド・アウトストラダーレに類別された。1999年10月29日の法令461で、高速接続路として分類された道路区間を再編成し17箇所とした。翌年、RA7はA53に、RA17はA34に分類された。2020年には、RAの略語を持つ道路は15区間である。加えて、ANASによりA53はRA7の名称も維持し、 RA1には、Ramo verde (緑の分岐路)という同じ番号の分岐路がある。

アウトストラーダ (淡い緑色)、始終点がアウトストラーダに接続する高速接続路 (緑色)、一般道に接続する高速接続路 (青色)

| 記号 | 番号と名称                                       | 当初の分類                | 経路                                     |
| ---- | ------------------------------------------------ | ------------------------- | ---------------------------------------- |
|      | RA 1 - ボローニャ環状線                          | アウトストラーダ          | A1 - A13 - A14                           |
|      | RA 1 - ボローニャ環状線/緑の分岐路               | アウトストラーダ          | A1 - A14                                 |
|      | RA 2 - アヴェッリーノ接続路                      | アウトストラーダ          | A2 - アヴェッリーノ                      |
|      | RA 3 - アウトパリオ                              | アウトストラーダ          | A1 - シエーナ                            |
|      | RA 4 - レッジョ・カラブリア高速接続路            | 郊外道路/アウトストラーダ | A2 - レッジョ・ディ・カラブリア - SS 106 |
|      | RA 5 - シシニャーノ-ポテンツァ                   | アウトストラーダ          | A2 - ポテンツァ                          |
|      | RA 6 - ベットーレ-ペルージャ                     | アウトストラーダ          | A1 - ペルージャ                          |
| /    | RA 7/A53 - ベレグアルド-パヴィーア               | アウトストラーダ          | A7 - パヴィーア環状線                    |
|      | RA 8 - フェラーラ-ポルト・ガリバルディ高速接続路 | アウトストラーダ          | A13 - フェラーラ - ポルト・ガリバルディ  |
|      | RA 9 - ベネヴェント高速接続路                    | アウトストラーダ          | A16 - ベネヴェント                       |
|      | RA 10 - トリノ-カゼッレ空港高速接続路            | アウトストラーダ          | トリノ - A55 - トリノ・カゼッレ空港      |
|      | RA 11 - アスコリ-ポルト・ダスコリ港高速接続路    | アウトストラーダ          | アスコリ - A14 - ポルト・ダスコリ        |
|      | RA 12 - キエーティ-ペスカーラ接続路              | アウトストラーダ          | A25 - キエーティ - A14 - ペスカーラ      |
|      | RA 13 - システィアナ-カッティナラ                | アウトストラーダ          | A4 - SS 202                              |
|      | RA 14 - オピチーナ-フェルネッティ                | アウトストラーダ          | RA 13 - スロヴェニア国境                 |
|      | RA 15 - カターニャ環状線                         | アウトストラーダ          | A18 - A19 - Aut. CT-SR                   |
|      | RA 16 - チンペッロ-ピアン・ディ・パン            | 郊外道路                  | A28 - SS 13                              |

## Diramazione (分岐路)・bretella (接続路)・raccordo autostradale (高速接続路)
無料または有料アウトストラーダに分類される高速接続路もあるが、開通以来、イタリアのアウトストラーダの通常の命名法が使われている(A53を除く)。しかし、管理会社および関連記事によれば、diramazione (分岐路)・bretella (接続路)・raccordo autostradale (高速接続路)のいずれかの名前がつけられている。この3つの名称はしばしば入れ替えて使われることがあり、同義語とみなされている。